# The Antidote (Benzino)
The Antidote è un album registrato in studio dal rapper Benzino, pubblicato nell'anno del 2007. Il primo singolo estratto dall'album s'intitola Back on My Grizzy

## Tracce
1. American Z (prod. by Hangmen 3)
2. Back on My Grizzy (prod. by Ty Fyffe)
3. A Bad Year (skit)
4. Pocket Full of Gzzz (prod. by Ty Fyffe)
5. How U Want It (ft. Young Lo)(prod. by J Drumz)
6. Run Up (ft. Young Hardy, Young Lo, Xavier)(prod. by Hangmen 3)
7. The Interview (skit)
8. Gameface (ft. Ja Rule, Lil' Dev) (prod. by Gorilla Tek)
9. Scarface (skit)
10. Return of the Nemeziz (ft. T-Drop)(prod. by The TracKings Production)
11. Kilo & Nate (skit)
12. Huztle All Day (ft. T-Drop) (prod. by Nacho Typical)
13. Rollin' (ft. Stevie J) (prod. by Stevie J)
14. Gotta Girl (ft. Kalena) (prod. by Hangmen 3)
15. Zexxxy (prod. by Scott Storch)
16. Picalo (skit)
17. Re-Up (ft. Picalo, Lil' Dev, Ballgrum) (prod. by Nacho Typical)
18. Dr. Johnnie B in Greece (skit)
19. Let It Bang (ft. Banger, Price, Punchy) (prod. by Ty Fyffe)
20. Gimme Dat P (ft. Lil' Dev, Cognito) (prod. by uncredited)
21. If It'z About Game (ft. Cognito, One Monzta, Tycoon, Picalo) (prod. by Hangmen 3)
22. The Departed (ft. Young Hardy, One Monzta, Young Lo) (prod. by Hangmen 3)
23. Armed & Dangerouz (ft. Ballgrum, Hennessi) (prod. by Hangmen 3)
24. Ztill a Myztery (ft. Young Lo, Young Hardy) (prod. by Hangmen 3)
25. 48 Lawz of Power (ft. The 1st 48) (prod. by Cognito)